# Too Old to Rock ’n’ Roll: Too Young to Die!
Too Old to Rock ’n’ Roll: Too Young to Die! (с англ. — «Слишком стар для рок-н-ролла: слишком молод, чтобы умереть!») — девятый студийный альбом британской рок-группы Jethro Tull, выпущенный в 1976 году. Первый альбом группы, на котором играет бас-гитарист Джон Гласкок (1951—1979). Единственный долгоиграющий релиз Jethro Tull 1970-х годов, не получивший статуса как минимум золотого альбома ни в Великобритании, ни в США.
Ремастированное CD-издание (Capitol, 2002) содержит два дополнительных трека, не вошедших в оригинальную LP-версию: «Small Cigar», впервые изданный в 1993 году на сборнике Nightcap: The Unreleased Masters 1973–1991, и «Strip Cartoon», до этого выпущенный на стороне «Б» сингла «The Whistler» (1977).

## Концепция
Too Old to Rock ’n’ Roll… задумывался как концептуальный рок-мюзикл по образцу программных альбомов «The Kinks» середины 1970-х годов — Preservation Act 1, Preservation Act 2, Soap Opera и Schoolboys in Disgrace. Мюзикл не был поставлен, и бо́льшая часть истории его протагониста — «живущего прошлым» старого рокера Рэя Ломаса (англ. Ray Lomas) — излагается не в песнях альбома, а в рисованном комиксе, помещённом на его обложке.
Лидер Jethro Tull Иэн Андерсон неоднократно подчёркивал, что Too Old to Rock ’n’ Roll…, вопреки распространённому мнению (а также явному внешнему сходству героя комикса с самим Андерсоном), не является автобиографическим альбомом. Главной задачей альбома было проиллюстрировать его, Андерсона, убеждение в том, что индивидуальный стиль истинного художника может периодически выходить из моды, но — в соответствии с идеей о вечном возвращении — никогда не будет окончательно забыт: 

Музыкальный стиль может время от времени утрачивать популярность, но он [Рэй] уверен, что если будет твёрдо стоять на своём, рано или поздно всё вернётся, и стиль снова переживёт свой звёздный час.

## Сюжет
«Старый рокер» Рэй Ломас выигрывает в телевикторине крупную денежную сумму. Вскоре выясняется, что в мире не осталось никого, кто разделял бы его интересы и образ жизни, и Рэю не суждено беззаботно, как в молодости (пришедшейся на 1950-е годы), просадить шальные деньги. В состоянии жестокой депрессии Ломас провоцирует мотокатастрофу, получает тяжёлые травмы и на неопределённое время впадает в кому.
Придя в себя, Ломас узнаёт, что мода совершила очередной виток, и теперь его музыка, внешность и стиль одежды — на пике популярности. Выход Рэя из больницы сопровождается всеобщим ажиотажем: начинающие рок-музыканты подражают его сценической манере; юные поклонницы всюду следуют за своим кумиром, будто дети из средневековой легенды — за гамельнским крысоловом («Пёстрым Дудочником», англ. Pied Piper). 
Престижный лейбл впервые за много лет предлагает Ломасу контракт на запись нового альбома.

## Список композиций
Слова и музыка всех песен — Иэн Андерсон.
| №                   | Название                             | Длительность |
| ------------------- | ------------------------------------ | ------------ |
| 1.                  | «Quizz Kid»                          | 5:09         |
| 2.                  | «Crazed Institution»                 | 4:48         |
| 3.                  | «Salamander»                         | 2:51         |
| 4.                  | «Taxi Grab»                          | 3:54         |
| 5.                  | «From a Dead Beat to an Old Greaser» | 4:09         |
| Общая длительность: | Общая длительность:                  | 20:51        |

| №                   | Название                                     | Длительность |
| ------------------- | -------------------------------------------- | ------------ |
| 6.                  | «Bad-Eyed ’n’ Loveless»                      | 2:12         |
| 7.                  | «Big Dipper»                                 | 3:35         |
| 8.                  | «Too Old to Rock ’n’ Roll: Too Young to Die» | 5:44         |
| 9.                  | «Pied Piper»                                 | 4:32         |
| 10.                 | «The Chequered Flag (Dead or Alive)»         | 5:32         |
| Общая длительность: | Общая длительность:                          | 21:35        |

| №                   | Название            | Длительность |
| ------------------- | ------------------- | ------------ |
| 11.                 | «A Small Cigar»     | 3:39         |
| 12.                 | «Strip Cartoon»     | 3:19         |
| Общая длительность: | Общая длительность: | 6:58         |

## Участники записи
- Иэн Андерсон — вокал, акустическая гитара, флейта, губная гармоника, электрогитара, перкуссия
- Мартин Барр — электрогитара
- Джон Ивен[англ.] — клавишные
- Бэрримор Барлоу[англ.] — ударные, перкуссия
- Джон Гласкок[англ.] — бас-гитара, вокал

Приглашённые музыканты
- Дэвид Палмер — оркестровка, дирижирование, саксофон (5), фортепиано (11)
- Мэдди Прайор — бэк-вокал (8)
- Анджела Аллен — бэк-вокал (2, 7)